# Ocumare de la Costa de Oro
Ocumare de la Costa de Oro è un comune del Venezuela situato nello stato dell'Aragua.
Il capoluogo del comune è la città di Ocumare de la Costa.